# Прибойнинское сельское поселение
Прибойненское сельское поселение — муниципальное образование со статусом сельского поселения в 
Братском районе Иркутской области России. Административный центр — посёлок Прибойный.

## Население
| 2010 | 2011 | 2012 | 2013 | 2014 | 2015 | 2016 |
| ---- | ---- | ---- | ---- | ---- | ---- | ---- |
| 701  | ↘697 | ↘670 | ↘641 | ↗645 | ↘628 | ↘598 |
| 2017 |      |      |      |      |      |      |
| ↘577 |      |      |      |      |      |      |

По результатам Всероссийской переписи населения 2010 года численность населения муниципального образования составила 701 человек, в том числе 343 мужчины и  358 женщин.

## Населённые пункты
- посёлок Прибойный
- посёлок Чистый